# Elżbieta Wiśniowska
Elżbieta Aleksandra Wiśniowska (Ząbkowice Śląskie; 16 de Junho de 1975 — ) é um político da Polónia. Ela foi eleito para a Sejm em 25 de Setembro de 2005 com 4839 votos em 14 no distrito de Nowy Sącz, candidato pelas listas do partido Samoobrona Rzeczpospolitej Polskiej.